# Stelis vespertina
Stelis vespertina là một loài thực vật có hoa trong họ Lan. Loài này được Solano & Soto Arenas miêu tả khoa học đầu tiên năm 1993.